# Trofeo Santiago en Cos
Le Trofeo Santiago en Cos est une course cycliste espagnole disputée le 24 juillet autour de Cos (es), quartier de la commune de Mazcuerras en Cantabrie. Elle est organisée par le Club Deportiva Tino Zaballa.
L'épreuve fait partie du calendrier national de la Fédération royale espagnole de cyclisme.

## Palmarès depuis 2004
| Année | Vainqueur                  | Deuxième                  | Troisième              |
| ----- | -------------------------- | ------------------------- | ---------------------- |
| 2004  | José Joaquín Rojas         | Dailos Manuel Díaz (es)   | Iban Uberuaga          |
| 2005  | Óscar García-Casarrubios   | Eladio Sánchez            | Alberto García Oblanca |
| 2006  | José María Hernández       | David Gutiérrez Gutiérrez | Hernán Ponce           |
| 2007  | David Gutiérrez Gutiérrez  | Carlos Oyarzún            | Ignacio Cabello        |
| 2008  | Pol Nabben (de)            | Federico Pagani           | José María Hernández   |
| 2009  | Higinio Fernández          | Omar Fraile               | Mariano De Fino        |
| 2010  | Víctor Jiménez             | José Antonio Cerezo       | Alejandro Paleo (es)   |
| 2011  | José Manuel Gutiérrez      | Egoitz Murgoitio          | Jesús Herrero          |
| 2012  | Arkaitz Durán              | Imanol Iza                | Kepa Vallejo           |
| 2013  | Jonathan González          | Dayer Quintana            | Oleh Chuzhda           |
| 2014  | Álvaro Trueba              | Mikel Elorza              | Peio Goikoetxea        |
| 2015  | Illart Zuazubiskar         | Álvaro Trueba             | Pablo Noriega          |
| 2016  | Elías Tello                | Diego Noriega             | Marino Kobayashi       |
| 2017  | José Antonio García Martín | Diego Pablo Sevilla       | Aliaksandr Piasetski   |
| 2018  | Oier Lazkano               | Javier Gil                | Tiago Antunes          |
| 2019  | Víctor Etxeberria          | Aliaksandr Piasetski      | Franklin Archibold     |
| 2020  | pas de course              | pas de course             | pas de course          |
| 2021  | Ángel Coterillo            | Pedro Luis Monroy         | Rodrigo Álvarez        |